# Adolf Wüstefeld
Adolf Wüstefeld (geboren 21. Januar 1827 in Hannover; gestorben 5. Januar 1901 ebenda) war ein deutscher Generalarzt, Autor und Zeichner.

## Leben
Adolf Wüstefeld war Sohn des hannöverschen Regiments-Pferdearztes Heinrich Ludwig Wüstefeld. Er besuchte von 1835 bis 1847 das Lyzeum in Hannover und begann im Wintersemester 1847 in Göttingen ein Medizinstudium. Im darauf folgenden Sommersemester gehörte er zu den Stiftern der Burschenschaft Hannovera. Im Frühjahr 1851 schloss er das Studium mit der Promotion zum Dr. med. ab und bestand anschließend in Hannover die ärztliche Staatsprüfung. Unter der Matrikelnummer 2456 vom 14. Oktober 1853 studierte Wüstefeld anschließend an der Höheren Gewerbeschule in Hannover. 1855 trat er in den Sanitätsdienst der Streitkräfte des Königreichs Hannover ein. Ein Jahr versah er Dienst beim Train-Bataillon, anschließend wurde er zunächst Assistenzarzt im Garde-Jäger-Bataillon am Militärhospital in Hannover, ehe er an das königliche Garde-Grenadier-Regiment in Hannover versetzt wurde. 1866 gehörte er dem Garde-Jäger-Bataillon an und nahm am Feldzug der Armee des Königreichs Hannover gegen Preußen teil. Nach der Annexion des Königreichs Hannover durch Preußen wurde er in den preußischen Militärdienst übernommen und versah 1868 als Stabsarzt Dienst im 3. Füsilierbataillon des 3. Westfälischen Infanterieregiments Nr. 16 mit Standort in Hannover. Im Krieg 1870/71 wurde sein Regiment in Frankreich eingesetzt; dies gehörte zu den deutschen Einheiten, die erst 1873 Frankreich verließen, nachdem die Zahlung von Reparationsleistungen gemäß dem Friedensvertrag von Frankfurt vom 10. Mai 1871 erfolgt war. Nach mehreren Verwendungen an anderen Standorten wurde Adolf Wüstefeld Regimentsarzt des bekannten Königs-Ulanen-Regiment (1. Hannoversches) Nr. 13, dem Kaiser Wilhelm II. 1890 das exklusive Recht einräumte, bei besonderen Anlässen die alten Präsentier- und Parademärsche der ehemaligen hannoverschen Garde du Corps auszuführen.
1892 ging Adolf Wüstefeld, inzwischen zum Generalarzt befördert, in den Ruhestand.
Verdient gemacht hat er sich um den Verein für Geschichte der Stadt Hannover, dem er 1893 bei dessen Gründung beitrat und dem er einige Jahre als Vorstandsmitglied angehörte. Auch als Zeichner von Motiven aus dem Stadtbild von Hannover machte er sich einen Namen; einige seiner Zeichnungen befinden sich im Historischen Museum Hannover.

## Bekannte Werke

### Zeichnungen
- 1859: Das Historische Museum am Hohen Ufer bewahrt eine Bleistiftzeichnung Wüstefelds von der Klickmühle mit dem Wasserturm am Friederikenplatz, dem Friederikenschlösschen und dem Neuen Zeughaus am Waterlooplatz.[1]

### Schriften
- 1897: Abhandlung über Sanitäre Einrichtungen im alten Hannover[1]
- Rathsapotheke und Rathskeller in alten Hannover (Druck eines Vortrages, gehalten im Verein für Geschichte der Stadt Hannover), Hannoversche Geschichtsblätter, 2. Jahrgang (1899), Nr. 1, S. 4–6; Nr. 2, S. 11–13 und Nr. 3, S. 17–19.